# TurkStream
Il gasdotto TurkStream (lett. "flusso turco"; in turco TürkAkım o Türk Akımı; in russo Турецкий поток?, Tureckij potok), chiamato precedentemente Turkish Stream, è un gasdotto che va dalla Russia alla Tracia Orientale, regione in Turchia. Parte dalla stazione di Russkaya vicino ad Anapa nella regione russa di Krasnodar, attraversando il Mar Nero fino a Kıyıköy.

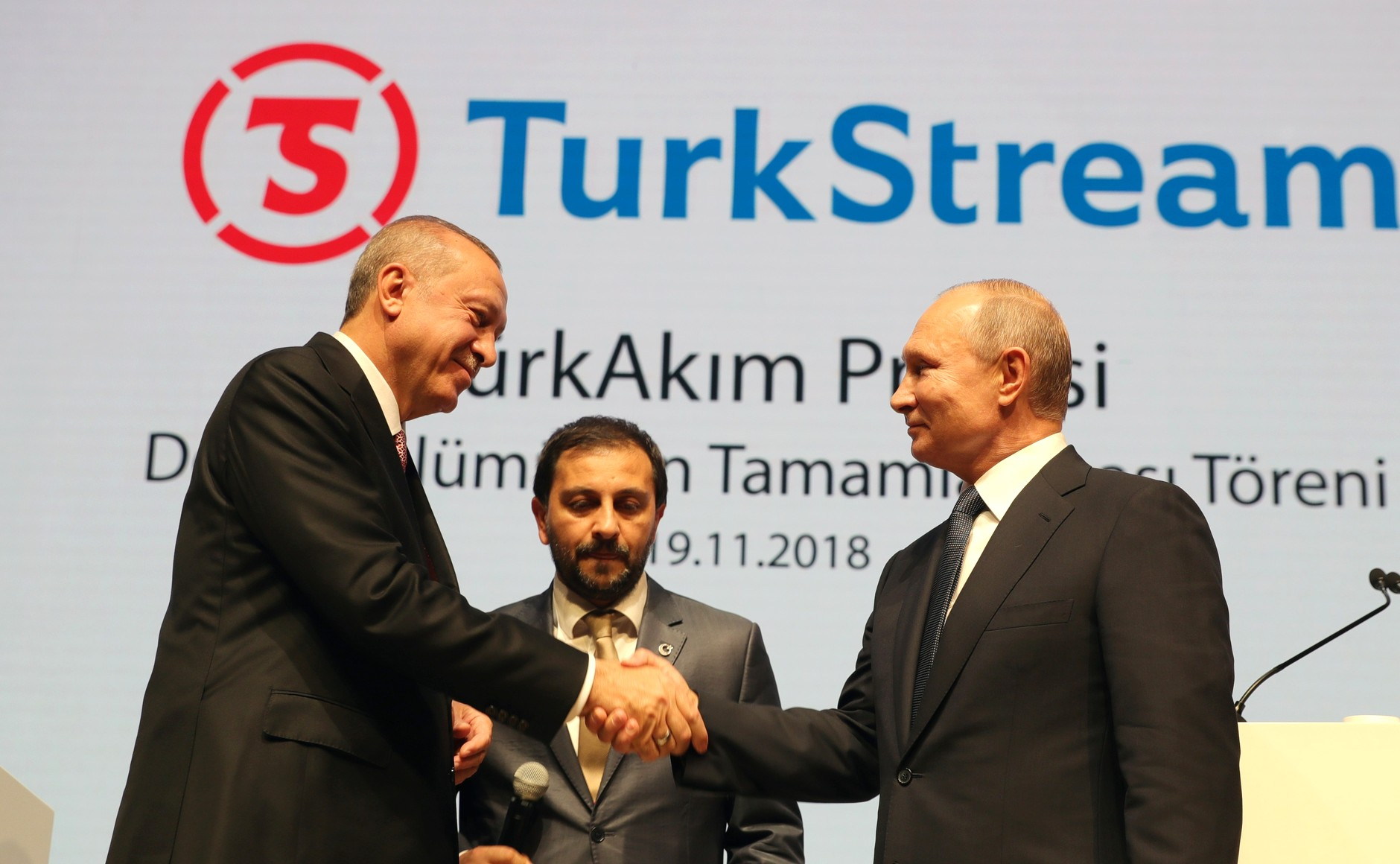
A sinistra Erdogan insieme a Putin a novembre 2019 durante la cerimonia d'apertura di un tratto del TurkStream

Il progetto TurkStream ha sostituito il precedente progetto chiamato South Stream, che è stato annullato nel 2014. In seguito dell'abbattimento di un caccia russo da parte della Turchia nel novembre 2015, il progetto è stato temporaneamente sospeso. Tuttavia, le relazioni tra Russia e Turchia sono migliorate nell'estate 2016 e l'accordo intergovernativo per la costruzione del TurkStream è stato firmato nell'ottobre 2016. La costruzione è iniziata a maggio 2017 e le prime forniture di gas in Bulgaria attraverso il gasdotto sono iniziate il 1º gennaio 2020.